# Karl-Heinz Balzer (Leichtathlet)
Karl-Heinz Balzer (* 9. Mai 1921 in Preußisch Holland, Ostpreußen; † 22. Dezember 2007) war ein deutscher Leichtathletiktrainer. Mit 21 Medaillen, die von ihm betreute Sportler bei Olympischen Spielen, Welt- und Europameisterschaften gewannen, gehört er zu den erfolgreichsten Leichtathletiktrainern aller Zeiten. Insbesondere war er an den Erfolgen seiner Ehefrau Karin Balzer (Olympiasiegerin und Weltrekordlerin im Hürdenlauf) beteiligt.

## Sportlerlaufbahn
Karl-Heinz Balzer war schon mit 18 Jahren, 1939, ein erfolgversprechender Springer, als er im Hochsprung 1,81 m und im Stabhochsprung 3,25 m übersprang.
Im Zweiten Weltkrieg war er auf dem Schlachtschiff Tirpitz in der 11. Division stationiert, überlebte am 12. November 1944 deren Versenkung und geriet in alliierte Gefangenschaft.
Nach dem Krieg setzte er Ende der 1940er Jahre bis 1954 in der DDR seine Sportlerlaufbahn fort. Im Stabhochsprung wurde er in den Jahren 1949 bis 1954 DDR-Meister und stellte mehrere DDR-Rekorde auf. Seine Bestleistung von 4,10 m erzielte er am 31. Juli 1954 in Leipzig. Er vertrat die DDR in drei Leichtathletik-Länderkämpfen. Die Teilnahme an internationalen Höhepunkten blieb ihm versagt, da die DDR während seiner aktiven Zeit noch nicht von den Weltsportverbänden anerkannt war.
Karl-Heinz Balzer startete auch im Weitsprung und erzielte seine Bestleistung 1952 mit einer Weite von 6,71 m.

## Trainerlaufbahn
Zum Ende seiner Sportlerlaufbahn widmete er sich seiner Trainerambition und trainierte parallel den Stabhochspringer Randolf Peukert (DDR-Meisterschaften: zweiter Platz 1953, hinter Karl-Heinz Balzer; dritter Platz 1957, zweiter Platz 1958). Gleichzeitig studierte er an der Moskauer Lomonossow-Universität.
Von 1954 bis 1958 war er Lehrwart für Stabhochsprung in der DDR.
In dieser Zeit wurde Karl-Heinz Balzer Trainer der Sprinterin und Hürdenläuferin Karin Richert – und später auch ihr Lebensgefährte. 1958 verließen beide die DDR und ließen sich in Ludwigshafen nieder, kehrten jedoch nach einem Jahr zurück. Karin Richert wurde mit einer einjährigen Wettkampfsperre belegt, Karl-Heinz Balzer durfte sie bis 1966 nicht zu Auslandswettkämpfen begleiten.
1961 heirateten sie, und seine Frau erlangte ihren Weltruhm unter dem Namen Karin Balzer.
Von 1965 bis 1976 war er Lehrwart für Hürdensprint in der DDR und dem sozialistischen Lager.
Er trug maßgeblich zur Weiterentwicklung des Frauen-Hürdenlaufes bei und verfasste mehrere Lehrbriefe und Lehrfilme.
Zur Weltklasse führte Karl-Heinz Balzer unter anderem auch Regina Höfer (Europameisterin 1969) und Christina Heinich (Olympiazweite 1972), Kerstin Knabe (Weltmeisterschafts-Zweite 1983) und Anja Rücker (u. a. Weltmeisterin 1997).
Auf Grund einer Querschnittlähmung konnte Karl-Heinz Balzer seit 1976 fast nur noch beratend tätig sein. Ab 1988 trainierte er gemeinsam mit seiner Frau seinen Sohn Falk Balzer (* 1973), der 1998 Europameisterschafts-Zweiter und Weltcupsieger über 110 m Hürden wurde. Ab 2006 war er für den RBA Chemnitz als Trainer tätig.

## Familiäres
Der erste Sohn (* 1965) von Karl-Heinz und Karin Balzer starb knapp siebenjährig 1972 durch einen Verkehrsunfall, einen Tag vor dem olympischen Endlauf, bei dem Karin Balzer die Bronzemedaille gewann.
Karl-Heinz Balzer verstarb am 22. Dezember 2007 im Alter von 86 Jahren.